# Burgstall Lösau
Der Burgstall Lösau ist eine kleine abgegangene mittelalterliche Höhenburg in der Waldabteilung Brunnleite auf einem Bergsporn über dem Tal der Lösau. Er befindet sich etwa 350 Meter nordöstlich der Ortsmitte von Lösau, einem Gemeindeteil von Kulmbach in Oberfranken in Bayern. Über diese Spornburg sind keine geschichtlichen oder archäologischen Informationen bekannt, sie wird grob als mittelalterlich datiert, vermutlich wurde sie im 11. Jahrhundert errichtet. Die Burg befand sich unmittelbar östlich der von der Hochfläche herunterführenden Hohen Straße, einer mittelalterlichen Altstraße. Erhalten hat sich von der Anlage nur ein Abschnittswall mit Außengraben. Die Stelle ist als Bodendenkmal Nummer D-4-5834-0017: Mittelalterlicher Burgstall geschützt.

## Beschreibung
Die eher kleine einteilige Burgstelle gehört dem Typus des Ebenerdigen Ansitzes an, das heißt ihr nur leicht befestigter Innenraum ist gegenüber dem Vorgelände der Burg nicht erhöht. Er befindet sich auf etwa 440 m ü. NN Höhe und damit rund 50 Höhenmeter über dem Talgrund der Lösau auf einem nach Südwesten gerichteten Bergsporn des Lösauer Berges. Bis auf die Nordostseite fallen die restlichen Seiten des Spornes sehr steil ins Tal ab und waren daher von Natur aus gut geschützt. Nur im Nordosten geht der Bergsporn leicht ansteigend in die Jura-Hochfläche über und musste befestigt werden. Zu diesem Zweck wurde ein 40 Meter langer, im stumpfen Winkel abbiegender Abschnittswall mit Außengraben angelegt. Dieser Wallzug läuft an beiden Enden im Steilhang aus, seine Breite beträgt noch sechs Meter, seine von innen gemessene Höhe rund zwei Meter. Die Grabentiefe von außen beträgt 1,6 Meter, die Sprunghöhe, also die Höhendifferenz zwischen Wallkamm und Grabensohle, bis zu drei Meter. Diese Abschnittsbefestigung riegelte eine befestigte Innenfläche von etwa 32 mal 22 Metern ab.